# Hebreu
|  | No s'ha de confondre amb Jiddisch. |

L'hebreu (עברית, ʿivrit) és una llengua semítica occidental de la família lingüística afroasiàtica. Històricament s'ha considerat la llengua dels hebreus, els israelians i els seus antecessors. La llengua hebrea també es parla en cultures no jueves tot i que ètnicament relacionades entre si, com els samaritans. L'escriptura s'efectua mitjançant l'alfabet hebreu. L'hebreu va deixar de ser una llengua d'ús quotidià al voltant del 200 després de Crist —essent substituïda per l'arameu a Palestina, i va sobreviure l'edat mitjana només com la llengua de la litúrgia jueva i la literatura dels rabins. L'hebreu com a llengua parlada va ser recuperat pel sionisme a la fi del segle xix, gràcies al treball, entre d'altres, d'Eliezer Ben Yehuda, per servir de llengua nacional al futur estat jueu, i segons Ethnologue, és una llengua actualment parlada per 5,3 milions de persones arreu del món, especialment a Israel. Pel que fa a la diàspora jueva, les seves llengües comunes han estat històricament sobretot dues: el jiddisch, una llengua germànica parlada pels jueus establerts a Alemanya i altres països de l'Europa central i oriental, i el ladí o judeocastellà entre els anomenats sefardites, a la conca mediterrània, que pot considerar-se una variant de l'espanyol antic.
L'hebreu modern és una de les dues llengües oficials d'Israel (junt amb l'àrab), mentre que l'hebreu clàssic és emprat en la pregària i l'estudi de les comunitats jueves d'arreu del món. A més de la Bíblia, el text escrit més antic usant l'alfabet hebreu data del segle x aC. La Torà (els cinc primers llibres de la Bíblia) està escrita en hebreu clàssic, i bona part de la llengua de les versions actuals és el dialecte de l'hebreu bíblic que els investigadors consideren que va ésser especialment important al segle vi aC, pels volts del captiveri babiloni. És per això que sovint els jueus es refereixen a la llengua hebrea com Leshon HaKodesh (לֶשׁוֹן הֲקוֹדֶשׁ), la llengua sagrada.

## Història
Els documents en hebreu més antics de què es té constància daten d'entre el segle x aC i el VII aC, segons el seu grau de divergència respecte d'altres dialectes canaanites.
Parlat originàriament a la zona del Llevant (les terres a l'orient de la Mediterrània), va anar cedint lloc a l'arameu, procés que es va accelerar després de la destrucció del segon temple l'any 70 dC i el subseqüent inici de la diàspora.
Durant la major part dels següents 2000 anys, l'hebreu es va mantenir únicament com a llengua d'ús litúrgic, fins que cap a la fi del segle xix, Eliezer Ben Yehuda, un sionista originari de Rússia va dedicar els seus esforços a la recuperació i modernització de l'hebreu amb la intenció de fer-ne la llengua vernacular de la immigració jueva a Palestina. En la tradició jueva es considera l'hebreu com a llengua perfecta, ja que segons la història d'Éber no va patir la confusió de la Torre de Babel i, per tant, seria l'idioma original de la humanitat.
Com a part de la seva tasca, Ben Yehuda va crear un nombre de neologismes necessaris per a la seva utilització eficaç en una societat moderna, preferint en primer terme reciclar mots de l'hebreu clàssic, i en segon terme el manlleu d'expressions d'altres llengües semítiques (principalment l'àrab) –tot i així, una gran quantitat de termes són d'arrel europea. Altres modificacions van consistir a adaptar la gramàtica i l'adopció dels signes de puntuació occidentals (cal notar que en hebreu no s'inverteix el sentit dels signes de puntuació com a l'àrab. Per exemple, el signe d'interrogació s'escriu ? i no pas ؟).
La pronunciació israeliana de l'hebreu modern es basa en la forma sefardita dels jueus radicats a l'Europa oriental i el nord d'Àfrica, amb excepcions com la pronunciació gutural de ר (Resh), d'origen clarament germànic. Aquesta pronunciació va perdre la major part dels fonemes típicament semites com per exemple les formes emfàtiques de les consonants /k/ i /t/ (respectivament ק - Quf, corresponent a l'àrab ق - Qaf, i ט - Tet corresponent a l'àrab ط - Ta).
A causa de la seva relativa simplicitat i a les facilitats donades als nous immigrants per al seu aprenentatge, l'hebreu és avui dia una llengua plenament viva, parlada per la pràctica totalitat de la població d'Israel, on és oficial juntament amb l'àrab.

### Inscripcions més antigues en hebreu
El juliol de l'any 2008, l'arqueòleg israelià Yosef Garfinkel va trobar unes restes de ceràmica amb inscripcions a Kirbet Qeiyafa, i va considerar que eren les mostres més antigues d'escriptura hebrea mai trobades fins al moment; els seus estudis van concloure que llur cronologia es remuntava al 1000 aC. Per la seva banda, l'arqueòleg Amihai Mazar va considerar que la inscripció estava escrita en llengua protocananea, manifestant les seves reserves al respecte, ja que la diferència entre les grafies i entre les llengües d'aquest període resta poc clara, suggerint que potser resultava excessiu considerar aquell text com llengua hebrea.
El calendari trobat a Guèzer l'any 1908 presenta una cronologia del Segle X aC, l'època tradicional del regnat del rei David i del rei Salomó. El calendari presenta una llista d'estacions i d'activitats agrícoles relacionades amb cada moment de l'any, escrites en una escriptura semítica antiga, relacionada amb l'alfabet fenici, aquell que a través dels antics grecs i la civilització etrusca va esdevenir la grafia llatina. El text del calendari de Guèzer no té vocals, i no empra mater lectionis (consonants per transcriure vocals) fins i tot en aquells punts on la llengua hebrea posterior ho requeria.

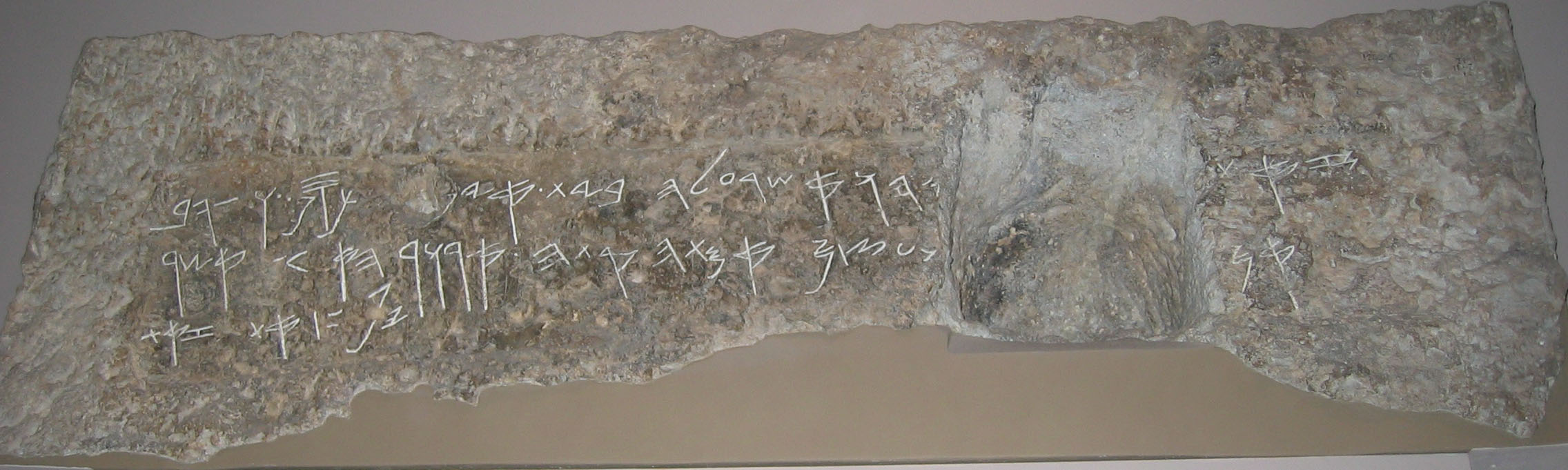
La llinda de Shebna, procedent de la tomba d'un servent reial de Siloam, data del.

En aquesta regió s'han trobat altres tauletes amb inscripcions similars en altres llengües semítiques antigues. Es considera que les grafies d'aquesta escriptura deriven dels jeroglífics egipcis, per bé que llur traducció fonètica és inspirada pel principi d'acrofonia. L'antecessor comú de l'hebreu i la llengua fenícia és el cananeu, i va ser la primera llengua a emprar un alfabet semític diferent de l'egipci. D'aquesta època són també l'estela de Moab i l'estela de Tel Dan. La primera, escrita en dialecte cananeu moabita, presenta la descripció dels triomfs de Mesh, rei de Moab, sobre Omri, rei d'Israel, tot presentant un gran paral·lelisme amb el capítol tercer del Segon llibre dels Reis. Per la seva banda, l'estela de Tel Dan, escrita en hebreu a mitjans del segle viii aC, commemora les victòries del rei sirià Hazael sobre Joram, fill d'Acab, rei d'Israel, i sobre Ocozies, fill de Joram, rei de Judà, de la dinastia de David. És la citació escrita més antiga que existeix sobre aquesta dinastia. Altres exemples no tan antics d'hebreu arcaic són els ostraka trobats prop de Tel Laquix, que descriuen esdeveniments anteriors a la presa de Jerusalem per part de Nabucodonosor II i el Captiveri Babiloni del 586 aC.

### Hebreu modern

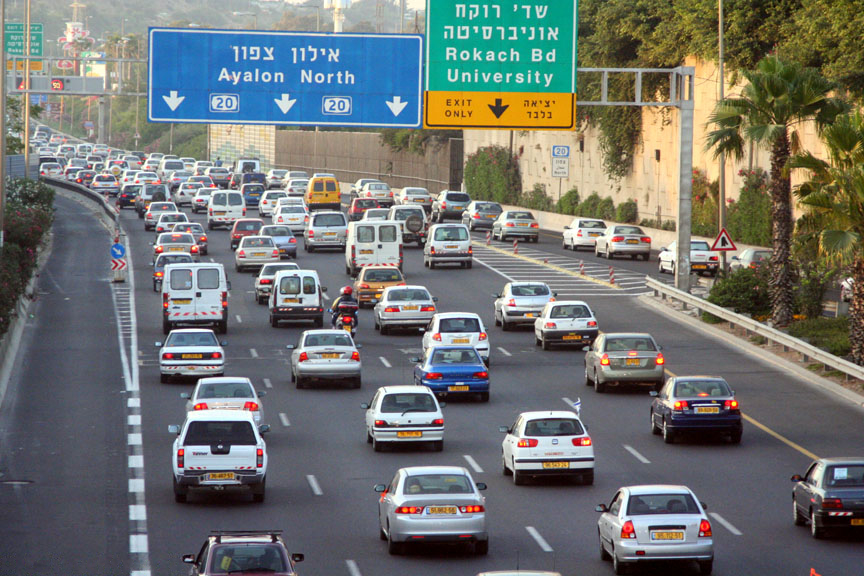
Símbols hebreus als senyals d'una autopista israeliana.

L'hebreu com a llengua parlada va ser recuperada pel sionisme a la fi del segle xix, gràcies al treball, entre d'altres, d'Eliezer Ben Yehuda, per a servir de llengua nacional al futur estat jueu.
Com que en un principi la majoria de parlants d'hebreu modern tenien avantpassats europeus, i durant segles l'hebreu va ser una llengua d'ús litúrgic i acadèmic, i era una llengua morta de tipus litúrgic, el renaixement de l'hebreu com llengua materna d'una comunitat ha anat acompanyat d'una notable influència de tipus substrat de les llengües europees. En particular les faríngies, i algunes fricatives s'han perdut. També en gramàtica l'ús de la llengua com a llengua vehicular a Israel ha fet sorgir nous usos no presents en l'hebreu bíblic. No obstant això, les onades de refugiats jueus, expulsats dels països àrabs a partir de 1948, en nombres que van igualar i, amb el temps, els seus descendents, van superar en nombre als d'origen europeu, es va reivindicar, en certa manera, la pronunciació tradicional.

### Aspectes dialectals històrics
L'hebreu antic no era una llengua completament homogènia. És ben conegut que hi havia diferències dialectals entre els israelites. Jutges 12:5-6 recull que els fugitius efraimites eren incapaços de dir "* Xibòlet" i en canvi deien "sibòlet" i per això delataven el seu origen als seus enemics galalites.
La Bíblia hebrea va ser transmesa per la gent a Judà, però restes d'un altre dialecte -presumiblement septentrional- han estat preservats a la Bíblia. El càntic de Dèbora (Jutges 5), que sembla d'origen septentrional, fa servir el masculí plural acabat en -în al versicle 10 i la partícula relativa sa- al versicle 7, on el dialecte de Judà hauria usat -im i aser, respectivament.
Hi va haver altres diferències entre l'hebreu' del nord i del sud, com en la segona persona del singular femení del pronom i al sufix pronominal. Un relat com el de 2 Re 4 (en què el profeta del nord Eliseu apareix) ha retingut també una mica del seu dialecte septentrional. Després, algunes inscripcions septentrionals mostren diferències dialectals. Per exemple, la paraula de la Bíblia hebrea per casa és Bàyit, però les inscripcions del nord tenen bt, que reflecteix probablement una pronunciació [bet], i "any" és st en contrast amb el meridional snh. El llibre d'Osees conté moltes dificultats lingüístiques i textuals, i algunes d'elles poden potser ser explicades com a resultat del dialecte del nord del profeta.

### Evolució històrica

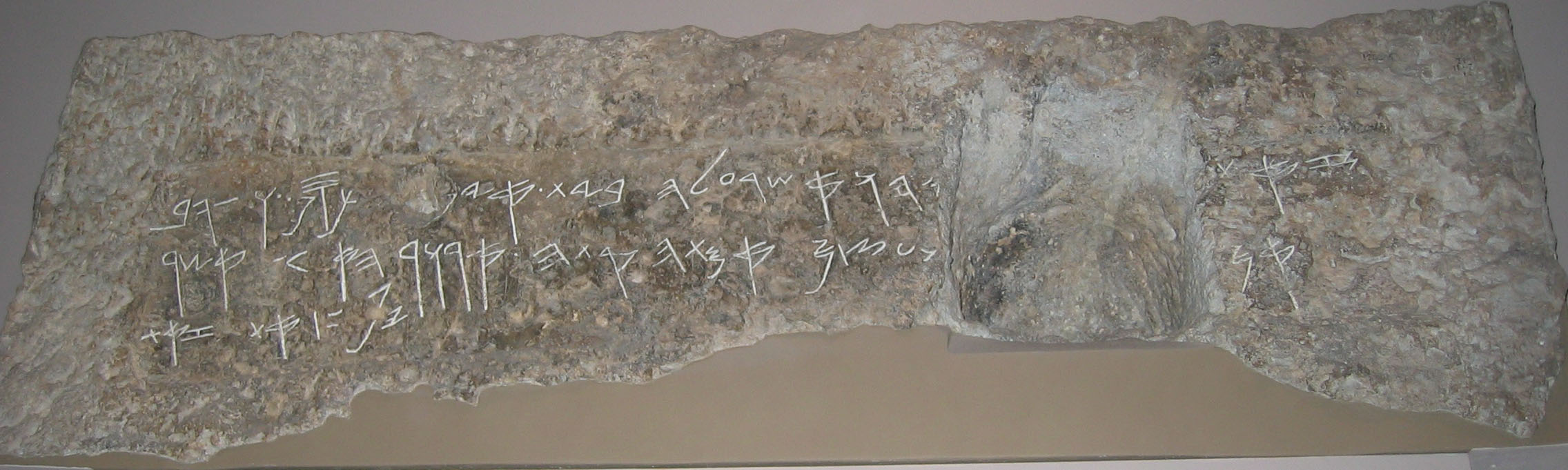
La llinda Shebna de la tomba d'un majordom real que es troba a Siloam es remunta al segle VII aC

L'hebreu va canviar amb el pas del temps. La llengua del llibre de les Cròniques, per exemple, és diferent del de Reis. L'arameu va esdevenir la llengua dominant a la regió Siro-Palestina i va influir a l'hebreu i, finalment, el va desplaçar en algunes àrees.  Nehemies 13.24 es queixa que alguns nens de matrimonis mixtos ja no podrien parlar la llengua de Judà sinó que parlaven "la llengua d'Ashdod". És possible que això es refereixi no a un vestigi de la llengua filistea (encara que això és una cosa que no ha de ser descartat) sinó a l'arameu.
La llengua de l'Eclesiastès difereix marcadament de la dels textos del pre-exili, i les peculiaritats lingüístiques de la Cançó de Salomó són sovint atribuïdes a una data tardana. Alguna gent, però, podria encara escriure en l'estil primitiu, com es pot veure en el judici de Jesús ben Sira, escrit al voltant del 180 aC i en el parcial escrit de Qumran. Amb tot, com a assaigs de composició en hebreu clàssic van ser intents d'acaització. El pròleg a la traducció grega de Sirach també conté l'ús primitiu del terme hebreu per a la llengua de l'antic Israel.
L'escriptura rabínica dels primers segles de l'era comuna usa una forma de l'hebreu que és usualment coneguda com a hebreu misnaico (de la col·lecció de tractats legals coneguda com a Misnà, de ca. 200). Va ser llavors, quan generalment es va creure que aquesta llengua mai havia estat usada per la gent comuna sinó que va ser una llengua erudita creada sota la influència de l'arameu. Ara però, es reconeix de forma general que els rabins no van confeccionar una llengua erudita sinó que van utilitzar una forma de l'hebreu que es va desenvolupar en els últims segles abans de Crist. Aquesta conclusió emergeix des d'un estudi de la naturalesa de la llengua i de les referències en els textos rabínics fins al seu ús per la gent ordinària, i aquest ús vernacle sens dubte deixa entreveure la seva presència en el rerefons dels rotlles Copper de Qumran i en algunes cartes de la Segona Revolta Jueva (132-135).
Tot i que l'hebreu es va usar a Jude en el primer segle com a llengua vernacle, també es van parlar l'arameu i el grec, i hi ha evidències que l'arameu va ser dominant al nord de Galilea. Jesús va venir de Galilea i, probablement, va parlar arameu. Algunes de les seves paraules citades en els evangelis estan en arameu, encara que algunes (tals com "* abba" i "ephphatta") puguin ser tant hebreu com arameu. No és improbable que també parlés hebreu, especialment en les seves visites a Judea. Alguns estudis (vegeu enllaços externs) indiquen que el més probable és que Jesús parlés hebreu amb "accent de Galilea".

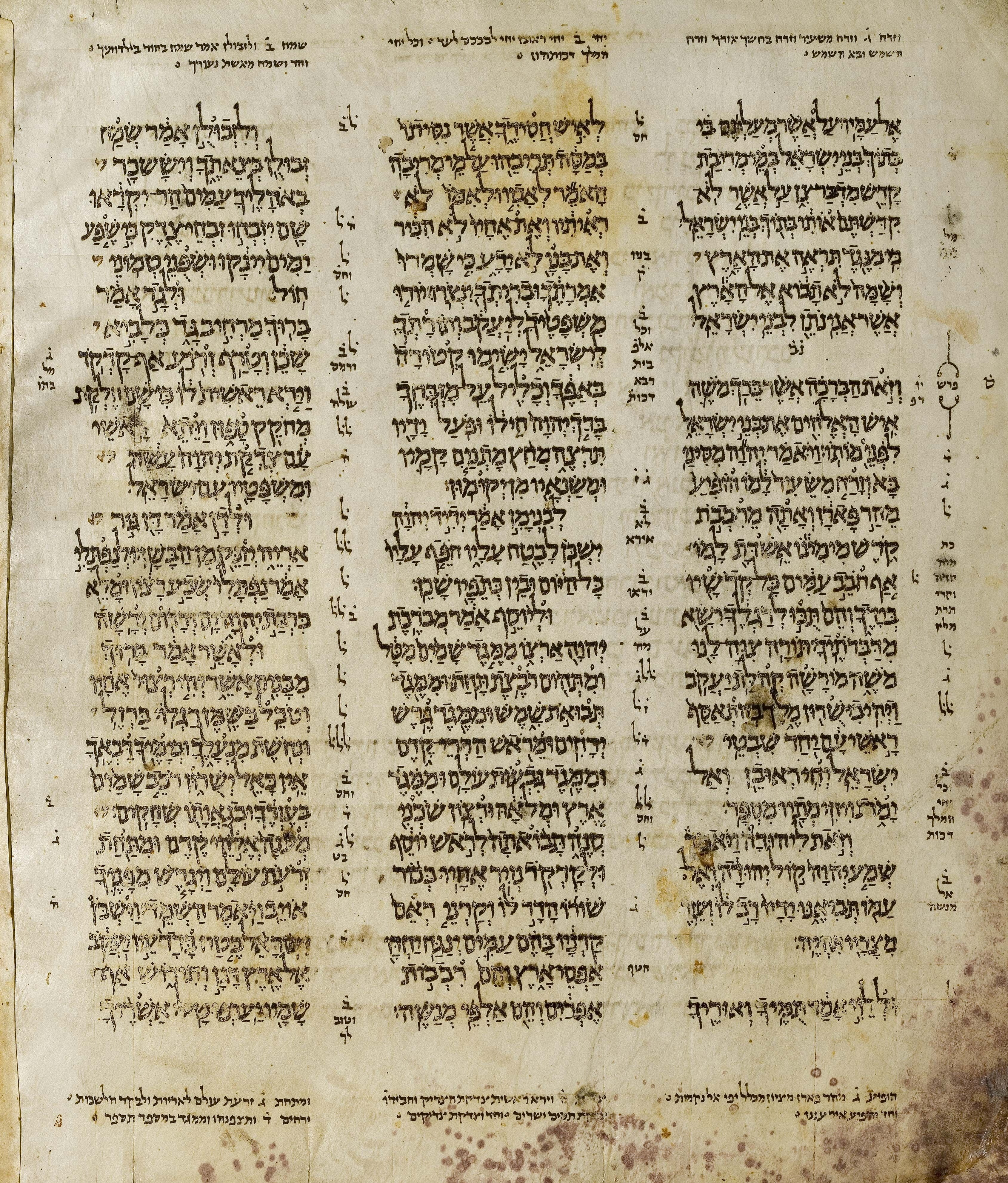
Codex Aleppo: Biblia hebrea del segle X amb puntuació Masorètica.

Diversos versets al Nou Testament semblen, a primera vista, referir-se a la llengua hebrea, i la paraula grega traduïda com "Hebreu" (hebraisti) es refereix a aquesta llengua en l'Apocalipsi 9.11; 10.16. Però també s'usen de l'arameu paraules com ara Gabbatha a Golgotha a Joan 19.13,17 i això, probablement, denota una llengua semítica (diferent del grec) parlada pels jueus, incloent-hi tant l'hebreu com l'arameu, més que referir-se a l'hebreu en distinció de l'arameu. Igualment, l'expressió aramea Akeldema es diu a Fets 1.19 a "la seva llengua", o sigui, la llengua de la gent de Jerusalem.
Algun temps després de la Segona Revolta Jueva, l'hebreu va morir com a llengua vernacla a Palestina, probablement a la fi del segle ii o III. No obstant això, va seguir sent usada pels jueus com una llengua religiosa, erudita i literària, i també és parlat en certes circumstàncies. Va ser reviscuda com a vernacla només a la fi del segle xix, i avui és la llengua viva de l'estat d'Israel.

## Filiació lingüística
Dins del grup nord-occidental de llengües semítiques, l'hebreu pertany a la família cananea, que inclou el fenici, el moabita i l'amonita; alguns inclouen l'ugarític. L'altra gran família de la llengua semítica nord-occidental és l'aramea.
La paraula hebreu (ivrît) no és utilitzada en la llengua fins al període hel·lenístic, però es pot llegir la frase "la llengua de Canà" al Llibre d'Isaïes (19.18). També al Segon dels Reis (18.26,28) (= Isa. 36.11,13; 2Cròn. 32.18) i al Llibre de Nehemies (13.24), els jerosolimitans parlen yehûdît, és a dir, "jueu".
Amb certesa, la similitud entre l'hebreu bíblic i el fenici, i algunes paraules cananees que apareixen a les cartes d'Amarna des del segle xiv aC, mostra que la llengua dels israelites no diferia gaire, després de tot, de la dels cananeus. Alguns han inferit de les característiques comunes de l'hebreu i el cananeu, i de les paraules "un arameu errant va ser el meu pare" (Deut. 26.5), que els antecessors dels israelites parlaven arameu i que van adoptar dels cananeus la llengua més tard coneguda com a hebreu.
És dubtós, però, si el Deuteronomi 26.5 pretén transmetre informació sobre història lingüística. D'altra banda, les afinitats de l'hebreu amb la llengua parlada pels cananeus poden ser explicades sobre la hipòtesi que els israelians i els seus antecessors ja parlaven una llengua fortament relacionada amb la dels cananeus.

### Denominació
El terme modern hebreu deriva de la paraula Ibri (en plural, Ibrim), un dels diversos noms amb què es denominen els jueus. Tradicionalment s'ha considerat que és un adjectiu basat en el nom d'Éber ("Ebr" עבר en hebreu), el suposat antecessor d'Abraham mencionat al Gènesi 10:21. El seu nom possiblement deriva de l'arrel "ʕ-b-r" (עבר), que significa intercanviar. Les interpretacions del terme "ʕibrim" ho relacionen amb aquest verb, mentre que les interpretacions homilètiques consideren que fa referència a les persones que van creuar l'Eufrates.
A la Bíblia, la llengua hebrea és anomenada Yәhudit (יהודית) perquè el regne de Judà (Yәhuda) va ser el regne que existia en el moment de la seva denominació, a la fi del Segle VIII aC. Al llibre d'Isaïes (19:18) també és anomenat la llengua de Canaan (שְׂפַת כְּנַעַן).

## Gramàtica
L'hebreu és una llengua que basa la formació de mots en la combinació de diferents morfemes que expressen els accidents gramaticals. Els verbs tenen gènere, persona, nombre i temps i les paraules nominals indiquen a més a més la funció amb desinències unides a l'arrel (usualment formada per tres consonants). Hi ha tres nombres: singular, plural i dual. Les frases es formen amb un ordre SVO, subjecte, verb i complements.

## Escriptura
La llengua hebrea s'escriu de dreta a esquerra amb un alfabet de vint-i-dues lletres. Originalment, denotaven només consonants, però w, y i h han estat també usades per representar certes vocals llargues i vocals al final de paraula (w = /u/; y = /i/; h = /a/, /o/ i /e/; w i y van ser usades més tard per a /o/ i /e/, respectivament) fins a, almenys, el segle x aC; w i y a l'interior de paraula fins al segle ix. Aquestes consonants auxiliars escrites per denotar vocals s'utilitzen també en altres llengües semítiques, i s'anomena matres lectionis.
En textos procedents de Qumran i en escrits tardans, les lletres es van usar amb més profusió per representar vocals. El sistema complet de representació de vocals, afegint punts a les consonants, es va desenvolupar molt més tard, entre els segles V i x.
L'actual sistema de vocalització reprodueix, doncs, la pronunciació corrent d'uns mil anys després del final del període bíblic, encara que sens dubte està basat en les primeres tradicions de lectura de la Bíblia.

## Fonologia
En aquesta secció es fa una descripció de l'hebreu modern, que difereix en un cert nombre d'aspectes de l'hebreu antic o bíblic. En referència a la pronunciació, l'hebreu modern presenta una reducció del nombre de consonants.

### Vocals

Els fonemes vocals de l'hebreu israelià modern

La paraula hebrea per les vocals és tnu'ot תְּנוּעוֹת. La representació ortogràfica d'aquestes vocals es diu niqqud נִיקוּד i els diacrítics s'anomenen neqqudot נְקֻדּוֹת. L'hebreu d'Israel té 5 vocals; aquests fonemes es poden representar pels següents diacrítics:
| fonema | pronunciació en hebreu modern | representació ortogràfica            | representació ortogràfica | representació ortogràfica             |
| fonema | pronunciació en hebreu modern | "llarga" *                           | "curta" *                 | "molt curta" / "interrompuda" *       |
| ------ | ----------------------------- | ------------------------------------ | ------------------------- | ------------------------------------- |
| /a/    |                               | qàmets ( ָ )                          | pàtah ( ַ )                | hatef pàtah ( ֲ )                      |
| /e/    | [e̞]                           | tseré malé ( ֵי ) o tseré hasser ( ֵ ) | segol ( ֶ )                | hatef segol ( ֱ ), a vegades xevà ( ְ ) |
| /i/    | [i]                           | híreq malé ( ִי )                     | híreq hasser ( ִ )         |                                       |
| /o/    | [o̞]                           | hólem malé ( וֹ ) o hólem hasser ( ֹ ) | qàmets qatan o hatuf ( ָ ) | hatef qàmets ( ֳ )                     |
| /u/    | [u]                           | xúreq ( וּ )                          | qibbuts ( ֻ )              |                                       |

### Consonants
|            | Labial | Coronal | Dorsal | Glotal |
| ---------- | ------ | ------- | ------ | ------ |
| Oclusiva   | p, b   | t, d    | k, g   | ʔ      |
| Africada   |        | ʦ       |        |        |
| Fricativa  | f, v   | s, z; ʃ | χ, ʁ   | h      |
| Aproximant |        | l       | j      |        |
| Nasal      | m      | n       |        |        |